# Heinz Weißflog (Kunstkritiker)
Heinz Weißflog (* 23. August 1952 in Dresden; † 14. Juli 2024 daselbst) war ein deutscher Kunstkritiker und Autor.

## Leben
Nach seinem Wehrdienst bei der NVA studierte Weißflog Kunstgeschichte und Arabistik an der Karl-Marx-Universität Leipzig. Anschließend arbeitete er als Museumsassistent bei den Staatlichen Kunstsammlungen Dresden. Zugleich begann er in der christlichen Dresdner Tageszeitung Die Union Ausstellungsbesprechungen zu publizieren. Nachdem er 1985 aus politischen Gründen sein Arbeitsverhältnis gekündigt hatte, verdiente er seinen Unterhalt in verschiedenen Zweckbeschäftigungen. Von 1989 bis 1993 arbeitete er als Hilfsgärtner im Botanischen Garten der TU Dresden. Ab 1993 war er als Kulturjournalist mit einem Schwerpunkt auf der bildenden Kunst vorrangig für die Dresdner Neuesten Nachrichten, aber auch für das Stadtmagazin SAX und die Literaturzeitschriften Ostragehege und Signum tätig. Weißflog verfasste neben den Rezensionen und Essays über bildende Kunst auch Gedichte und Prosatexte. Er war Mitglied der Deutschen Dante-Gesellschaft.

## Publikationen (Auswahl)
- Gedichte. Mit Zeichnungen von Erik Buchholz. Das Zündblättchen. Überelbsche Blätter für Kunst und Literatur. Nr. 31. Ed. Dreizeichen, Meißen 2009
- Gedichte. Mit Bildern von Barbara Vollmer. Das Zündblättchen. Überelbsche Blätter für Kunst und Literatur. Nr. 66. Ed. Dreizeichen, Meißen 2014
- Gedichte. Mit Radierungen von Sabine Gumnitz. Das Zündblättchen. Überelbsche Blätter für Kunst und Literatur. Nr. 91. Ed. Dreizeichen, Meißen 2019
- Findlinge des Lichts. Gedichte. Mit Illustrationen von Sabine Gumnitz. Ernst-Rietschel-Kulturring e. V. Pulsnitz 2022